# Trittame stonieri
Trittame stonieri là một loài nhện trong họ Barychelidae. Loài này phân bố ờ Queensland.